# ネフローゼ症候群
ネフローゼ症候群（ネフローゼしょうこうぐん、英: Nephrotic syndrome）は、高度の蛋白尿により低蛋白血症を来す腎臓疾患群の総称である。

## 概要
低蛋白血症、高度な蛋白尿、浮腫（眼瞼や下肢）を主な症状とし、病理学的には糸球体基底膜の透過の亢進を一次的異常として認める。時に脂質異常症も合併する。ネフローゼ症候群は元来病理学的な概念であり、腎炎=nephritisと異なり、炎症性の変化（炎症細胞浸潤など）がみられないものの総称として提唱された。若年層（特に幼少期では男子）に多く発症するが、30代の男女の発症例も多数報告されている。
- 日本腎臓学会のレジストリー調査によると、腎生検例ではIgA腎症 32％, 膜性腎症 8％, 膜性増殖性糸球体腎炎2％（成人のネフローゼ症候群の37％）,巣状糸球体硬化症 4％（成人のネフローゼ症候群の12％, 基底膜菲薄化症候群 1％（成人のネフローゼ症候群の5％）の頻度であった。

ネフローゼ症候群は、原発性糸球体疾患に起因する一次性ネフローゼ症候群と続発性糸球体疾患による二次性ネフローゼ症候群に分類される。
一次性ネフローゼ症候群
成人の占める割合は、70〜80%と多数を占めるが中高年では半数以上が慢性腎症であり、加齢に伴って割合は増加する。最初の発症から5年以内に2回以上の再発率は80〜90%と高い。
二次性ネフローゼ症候群
発症は年齢によって異なるが、小児では紫斑病性腎炎が多く、糖尿病性腎症やループス腎炎は成人の発症が多い。

## 種類
- 原発性
  - 微小変化群（または微小変化型。Minimal change nephrotic syndrom：MCNS）
  - 巣状糸球体硬化症（Focal glomerulosclerosis：FGS）または巣状分節状糸球体硬化症（Focal segmental glomerulosclerosis：FSGS）
  - 膜性腎症（Membranous nephropathy：MN）
  - 膜性増殖性糸球体腎炎（Membranoproliferative glomerulonephritis：MPGN）
- 続発性
  - アミロイドーシス
  - 膠原病
  - 多発性骨髄腫
  - ホジキン病
  - ヒト免疫不全ウイルス（HIV）感染、B型肝炎ウイルス（HBV）感染
  - 糖尿病など

## 症状
上記の主症状以外にも、強度の全身倦怠感、皮膚の蒼白化や無気力、食欲不振、腹水・胸水・血尿等をみる。タンパクを尿中に排泄してしまう濾過障害の原因は、主に、腎臓の糸球体にあり、この部位に何らかの原因で、透過性が亢進することによって、本症を惹起すると考えられている。主に、アルブミンなどの血中タンパクが排泄されるため、血中タンパクが減少し、血漿膠質浸透圧が低下する。このため、全身に浮腫を形成する傾向が現れる。また、尿中タンパクが増大するため、尿の浸透圧が増大し、尿細管における水の再吸収が抑制され、一過性に利尿傾向となる。なお、この遺失タンパク分を肝臓が補完しようとするため、肝臓が、アルブミンの合成を開始するが、同時にLDLのようなコレステロール運搬タンパクも合成してしまうため、本症のような腎臓疾患の罹患者では、高頻度に脂質異常症の状態をみることがある。長期の利尿期間を経て、腎臓の病態が改善されず、高度に腎不全の状態を呈し始める時期には、乏尿となる。

## 検査
- 腎生検 - 糸球体の顕微鏡検査による病型の確定。しばしば免疫染色を行う。
- 腎機能検査 - 血清尿素窒素、クレアチニン、クレアチニンクリアランス(Ccr)、シスタチンC測定。
- 尿検査 - 多量の蛋白尿をみる。また、脂肪・硝子・顆粒円柱も見ることがある。一日尿量も測定する。
- 血液生化学検査 - 血清総蛋白や血清アルブミンが低下。血中総コレステロール・中性脂肪上昇。
- 血液凝固検査 - フィブリノーゲン、D-ダイマー、FDPの上昇
- 腎形態 - エコーやCT, MRIで腎の形態や血流を調べる。

## 診断基準
- 尿蛋白1日3.5g以上。
- 血清総蛋白6g/㎗以下・血清アルブミン3g/㎗以下。
  - 血中総コレステロール250mg/㎗以上
  - 浮腫

## 治療
- 入院、安静臥床。
- 原因治療…二次性（続発性）のものは原因疾患の治療を行う。
- 食事療法…蛋白質摂取制限および塩分制限。塩分は1日5〜7g、摂取カロリーは35kcal/kg（標準体重）/日。
- 薬物療法…副腎皮質ステロイドを投与する。ステロイド抵抗性や頻回再発型には、免疫抑制剤（ミゾリビン）を投与する（併用の場合も）。
- 症状によりステロイドパルス療法も有効とされる。

浮腫に対して対症的に利尿剤、尿蛋白抑制のため抗凝固薬を使用することがある。
高度の浮腫・肺水腫・呼吸不全や、血管内脱水による急性腎不全を呈した場合には一時的に透析療法を行うこともある。

## 参考資料
- “Uncovering pharmacological mechanisms of Phellinus linteus on focal segmental glomeruloscleosis rats through tandem mass tag-based quantitative proteomic analysis, network pharmacology analysis and experimental validation.”. J Tradit Chin Med. 43(4):  744-740. (2023). PMID 37454259; doi: 10.19852/j.cnki.jtcm.20230524.002